# Scaled Composites ATTT
Die Scaled Composites ATTT (Advanced Technology Tactical Transport, auch AT³) war ein zweimotoriges Versuchsflugzeug des US-amerikanischen Herstellers Scaled Composites, das im Auftrag der DARPA gebaut wurde. Diese von Burt Rutan konstruierte Maschine diente als Versuchsflugzeug zum Nachweis neuartiger Möglichkeiten der STOL-Technologie.

## Konstruktion
Das Flugzeug ist ein zweimotoriger Schulterdecker in Faserverbundbauweise mit hintereinanderliegenden Tragflächen, die durch die Motorgondeln der Triebwerke verbunden sind. Das Hauptfahrwerk ist jeweils in die Motorgondeln, das Bugrad in die Rumpfnase einfahrbar. Die Maschine hatte zuerst ein T-Leitwerk, das nach den ersten 51 Testflügen durch einen Doppelleitwerksträger mit Seitenleitwerken und dazwischenliegendem Höhenleitwerk ersetzt wurde.

## Technische Daten
| Kenngröße             | Daten                          |
| --------------------- | ------------------------------ |
| Besatzung             |                                |
| Passagiere            |                                |
| Länge                 |                                |
| Spannweite            |                                |
| Höhe                  |                                |
| Flügelfläche          |                                |
| Flügelstreckung       |                                |
| Nutzlast              | 14 Soldaten und 2270 kg Fracht |
| Leermasse             |                                |
| max. Startmasse       | 22.675 kg                      |
| Reisegeschwindigkeit  | 604 km/h                       |
| Höchstgeschwindigkeit |                                |
| Dienstgipfelhöhe      |                                |
| Reichweite            | 4440 km im Tiefflug            |
| Triebwerke            | 2 × Turboproptriebwerk         |

## Verbleib
Die Maschine ist in der Edwards Air Base eingelagert.